# Dsungariptèrids
Dsungaripteridae (o dsungariptèrids) és un grup de pterosaures dins del subordre Pterodactyloidea. Eren pterosaures robusts amb bones habilitats terrestres i un vol perfeccionat per a entorns interiors.

## Classificació
El 1964 Young va crear una família per col·locar el gènere xinès recentment trobat Dsungaripterus. Més tard també es va assignar a la família Noripterus (aleshores ara amb el nom de «Phobetor» que ja estava ocupat, per tant les cometes).
El 2003, Alexander Kellner va donar la definició exacta com a clade: el grup estava compost per l'últim avantpassat comú de Dsungaripterus, Noripterus i «Phobetor», i tots els seus descendents. Com a sinapomorfies, va donar les sis característiques següents:
- una òrbita relativament petita, que es col·loca a la part alta del crani;
- una obertura per sota de l'òrbita de l'ull;
- una cresta alta a través del musell, que comença davant de l'obertura nasal i acaba darrere de les orbites;
- el maxil·lar arriba cap avall i cap enrere;
- l'absència de dents a la primera part de les mandíbules;
- les dents de la part posterior de la mandíbula superior són les més grans;
- les dents tenen una àmplia base ovalada.

També Domeykodactylus i Lonchognathosaurus van ser assignats al grup. Són formes de mida mitjana, adaptades a menjar criatures de cloïssa dura, que trencaven amb les seves dents planes.
El mateix any, David Unwin va donar una definició lleugerament diferent: l'últim avantpassat comú de Dsungaripterus weii i Noripterus complicidens, i tots els seus descendents. Els coneguts Dsungaripteridae van des del Juràssic tardà fins al Cretaci (Hauterivià). El grup pertany als Dsungaripteroidea sensu Unwin i presumiblement està relativament estretament relacionat amb els Azhdarchoidea. Segons Unwin, Germanodactylus és el tàxon germà del grup, però les seves anàlisis tenen aquest resultat com a únic. Segons una anàlisi de Brian Andres del 2008, els Dsungaripteridae estan estretament relacionats amb els Tapejaridae, el que els convertiria en membres de l'Azhdarchoidea. Els fòssils més antics coneguts atribuïts a aquest grup són del Cretaci inferior de Xile, pertanyents a l'espècie Domeykodactylus ceciliae. L'última espècie de dsungaripteroïde coneguda és Lonchognathosaurus acutirostris, de la formació de Lianmuqin del Cretaci inferior (Albià) de Xinjiang (Xina), de fa uns 112 milions d'anys.
Exàmens recents del paladar de Dsungaripterus donen suport a una interpretació azhdarcoide.

### Arbre de família
A continuació es mostra un cladograma que mostra els resultats d'una anàlisi filogenètica presentada per Andres i col·legues el 2014. Van recuperar Dsungaripteridae dins dels Dsungaripteromorpha (un subgrup dins dels Azhdarchoidea), tàxon germà de la subfamília Thalassodrominae. Es va trobar que els Dsungaripteridae constaven de dues subfamílies anomenades Dsungaripterinae i Noripterinae (que consta només d'espècies de Noripterus). El seu cladograma es mostra a continuació.
|  | Dsungaripterus weii      |
|  |                          |
|  | Domeykodactylus ceciliae |
|  |                          |

|  | Noripterus parvus       |
|  |                         |
|  | Noripterus complicidens |
|  |                         |

|  | Dsungaripterus weii      |
|  |                          |
|  | Domeykodactylus ceciliae |
|  |                          |

|  | Noripterus parvus       |
|  |                         |
|  | Noripterus complicidens |
|  |                         |

|  | Thalassodromeus sethi                                                            |
|  |                                                                                  |
|  | \| \| Tupuxuara longicristatus \| \| \| \| \| \| Tupuxuara leonardii \| \| \| \| |
|  |                                                                                  |
|  | Tupuxuara longicristatus                                                         |
|  |                                                                                  |
|  | Tupuxuara leonardii                                                              |
|  |                                                                                  |

|  | Tupuxuara longicristatus |
|  |                          |
|  | Tupuxuara leonardii      |
|  |                          |

|  | Dsungaripterus weii      |
|  |                          |
|  | Domeykodactylus ceciliae |
|  |                          |

|  | Noripterus parvus       |
|  |                         |
|  | Noripterus complicidens |
|  |                         |

|  | Dsungaripterus weii      |
|  |                          |
|  | Domeykodactylus ceciliae |
|  |                          |

|  | Noripterus parvus       |
|  |                         |
|  | Noripterus complicidens |
|  |                         |

|  | Thalassodromeus sethi                                                            |
|  |                                                                                  |
|  | \| \| Tupuxuara longicristatus \| \| \| \| \| \| Tupuxuara leonardii \| \| \| \| |
|  |                                                                                  |
|  | Tupuxuara longicristatus                                                         |
|  |                                                                                  |
|  | Tupuxuara leonardii                                                              |
|  |                                                                                  |

|  | Tupuxuara longicristatus |
|  |                          |
|  | Tupuxuara leonardii      |
|  |                          |

El 2019, es va publicar una topologia diferent, aquesta vegada de Kellner i els seus col·legues. En aquest estudi, Dsungaripteridae es va recuperar fora dels Azhdarchoidea, dins del grup més gran Tapejaroidea. A continuació es mostra el cladograma de l'anàlisi.
|  | Dsungaripterus weii |
|  |                     |
|  | Noripterus parvus   |
|  |                     |

|  | Azhdarchidae      |
|  |                   |
|  | Chaoyangopteridae |
|  |                   |

|             | Keresdrakon vilsoni                                              |
|             |                                                                  |
| Tapejaridae | \| \| Thalassodrominae \| \| \| \| \| \| Tapejarinae \| \| \| \| |
|             | \| \| Thalassodrominae \| \| \| \| \| \| Tapejarinae \| \| \| \| |
|             | Thalassodrominae                                                 |
|             |                                                                  |
|             | Tapejarinae                                                      |
|             |                                                                  |

|  | Thalassodrominae |
|  |                  |
|  | Tapejarinae      |
|  |                  |

|  | Azhdarchidae      |
|  |                   |
|  | Chaoyangopteridae |
|  |                   |

|             | Keresdrakon vilsoni                                              |
|             |                                                                  |
| Tapejaridae | \| \| Thalassodrominae \| \| \| \| \| \| Tapejarinae \| \| \| \| |
|             | \| \| Thalassodrominae \| \| \| \| \| \| Tapejarinae \| \| \| \| |
|             | Thalassodrominae                                                 |
|             |                                                                  |
|             | Tapejarinae                                                      |
|             |                                                                  |

|  | Thalassodrominae |
|  |                  |
|  | Tapejarinae      |
|  |                  |

|  | Dsungaripterus weii |
|  |                     |
|  | Noripterus parvus   |
|  |                     |

|  | Azhdarchidae      |
|  |                   |
|  | Chaoyangopteridae |
|  |                   |

|             | Keresdrakon vilsoni                                              |
|             |                                                                  |
| Tapejaridae | \| \| Thalassodrominae \| \| \| \| \| \| Tapejarinae \| \| \| \| |
|             | \| \| Thalassodrominae \| \| \| \| \| \| Tapejarinae \| \| \| \| |
|             | Thalassodrominae                                                 |
|             |                                                                  |
|             | Tapejarinae                                                      |
|             |                                                                  |

|  | Thalassodrominae |
|  |                  |
|  | Tapejarinae      |
|  |                  |

|  | Azhdarchidae      |
|  |                   |
|  | Chaoyangopteridae |
|  |                   |

|             | Keresdrakon vilsoni                                              |
|             |                                                                  |
| Tapejaridae | \| \| Thalassodrominae \| \| \| \| \| \| Tapejarinae \| \| \| \| |
|             | \| \| Thalassodrominae \| \| \| \| \| \| Tapejarinae \| \| \| \| |
|             | Thalassodrominae                                                 |
|             |                                                                  |
|             | Tapejarinae                                                      |
|             |                                                                  |

|  | Thalassodrominae |
|  |                  |
|  | Tapejarinae      |
|  |                  |